# 김대건 (축구인)
김대건(金大健, 1977년 4월 27일 ~ )은 대한민국의 전 축구 선수로서 포지션은 오른쪽 풀백, 센터백었다. 현재는 축구 지도자이다.

## 클럽 경력
제주도에서 태어났으며 제주남초등학교, 제주중앙중학교, 오현고등학교, 배재대학교를 졸업하였다.
2001년, 부천 SK에서 데뷔하였으며 2002년에는 전북 현대 모터스로 이적하였다. 2002년 10월 27일 열린 수원 삼성 블루윙즈와의 경기에서 프로 데뷔골을 기록했다. 2003년 군 문제로 광주 상무에 2년 동안 있다가 2005년 전북 현대에 다시 복귀, 2006년에는 경남 FC로 이적하였다.
2008년, FA 선수가 되어 2009년 2월 10일, 수원 삼성 블루윙즈에 입단하였으나 2009 K-리그에서 단 한 경기에 나선 후 2010년, 부산 아이파크로 이적하였다.

## 지도자 경력
포항 스틸러스와 FC 서울의 수석 코치로 재직하였다.